# وينتون (كارولاينا الشمالية)
وينتون (بالإنجليزية: Winton)‏ هي مدينة أمريكية ومركز مقاطعة هرتفورد في ولاية كارولاينا الشمالية في الولايات المتحدة الأمريكية.

## التركيبة السكانية
حدّد مكتب تعداد الولايات المتحدة بيانات التركيبة السكانية لوينتون في تعداد الولايات المتحدة. في ما يلي، التركيبة السكانية حسب تعدادي 2000 و2010.

### تعداد عام 2000
بلغ عدد سكان وينتون 956 نسمة بحسب تعداد عام 2000، وبلغ عدد الأسر 373 أسرة وعدد العائلات 253 عائلة مقيمة في البلدة. في حين سجلت الكثافة السكانية 432.6 نسمة لكل كيلومتر مربع (1,120.4/ميل2). وبلغ عدد الوحدات السكنية 385 وحدة بمتوسط كثافة قدره 174.2 لكل كيلومتر مربع (451.2/ميل2).
وتوزع التركيب العرقي للبلدة بنسبة 27.62% من البيض و67.99% من الأمريكيين الأفارقة و2.41% من الأمريكيين الأصليين و0.63% من الأمريكيين ذوي الأصول الآسيوية و0.84% من الأعراق الأخرى و0.52% من عرقين مختلطين أو أكثر و1.78% من الهسبانيون أو اللاتينيون من أي عرق.
بلغ عدد الأسر 373 أسرة كانت نسبة 38.1% منها لديها أطفال تحت سن الثامنة عشر تعيش معهم، وبلغت نسبة الأزواج القاطنين مع بعضهم البعض 34.9% من أصل المجموع الكلي للأسر، ونسبة 29.2% من الأسر كان لديها معيلات من الإناث دون وجود شريك،  بينما كانت نسبة 3.8% من الأسر لديها معيلون من الذكور دون وجود شريكة وكانت نسبة 32.2% من غير العائلات. تألفت نسبة 28.7% من أصل جميع الأسر من عدة أفراد يعيشون في نفس المنزل ونسبة 11.5% كانت تتألف من شخص يعيش بمفرده يبلغ من العمر 65 عاماً أو أكثر. وبلغ متوسط حجم الأسرة المعيشية 2.37، أما متوسط حجم العائلات فبلغ 2.91.
بلغ العمر الوسطي للسكان 35.0 عاماً. وكانت نسبة 25.1% من القاطنين تحت سن الثامنة عشر، وكانت نسبة 8.8% بين الثامنة عشر والرابعة والعشرين عاماً، ونسبة 23.2% كانت واقعةً في الفئة العمرية ما بين الخامسة والعشرين والرابعة والأربعين عاماً، ونسبة 24.6% كانت ما بين الخامسة والأربعين والرابعة والستين، ونسبة 10.8% كانت ضمن فئة الخامسة والستين عاماً فما فوق. يوجد لكل 100 أنثى 76.4 ذكر، ويوجد لكل 100 أنثى في الثامنة عشر من عمرها فما فوق 71.7 ذكر.
بلغ متوسط دخل الأسرة في البلدة 19,706 دولارًا، أما متوسط دخل العائلة فبلغ 21,838 دولارًا. وكان متوسط دخل الذكور 21,875 دولارًا مقابل 17,059 دولارًا للإناث. وسجل دخل الفرد الخاص بالبلدة 13,048 دولارًا. وكانت نسبة 19.3% من العائلات ونسبة 20% من السكان تحت خط الفقر، وكان من هؤلاء نسبة 24.9% تحت سن الثامنة عشر ونسبة 7.1% في الخامسة والستين من العمر وما فوق.

### تعداد عام 2010
بلغ عدد سكان وينتون 769 نسمة بحسب تعداد عام 2010، وبلغ عدد الأسر 327 أسرة وعدد العائلات 196 عائلة مقيمة في البلدة. في حين سجلت الكثافة السكانية 348 نسمة لكل كيلومتر مربع (901.3/ميل2). وبلغ عدد الوحدات السكنية 393 وحدة بمتوسط كثافة قدره 177.8 لكل كيلومتر مربع (460.5/ميل2).
وتوزع التركيب العرقي للبلدة بنسبة 25.88% من البيض و70.09% من الأمريكيين الأفارقة و2.34% من الأمريكيين الأصليين و0.26% من الأعراق الأخرى و1.43% من عرقين مختلطين أو أكثر و1.17% من الهسبانيون أو اللاتينيون من أي عرق.
بلغ عدد الأسر 327 أسرة كانت نسبة 26.6% منها لديها أطفال تحت سن الثامنة عشر تعيش معهم، وبلغت نسبة الأزواج القاطنين مع بعضهم البعض 28.1% من أصل المجموع الكلي للأسر، ونسبة 26.3% من الأسر كان لديها معيلات من الإناث دون وجود شريك،  بينما كانت نسبة 5.5% من الأسر لديها معيلون من الذكور دون وجود شريكة وكانت نسبة 40.1% من غير العائلات. تألفت نسبة 36.4% من أصل جميع الأسر من عدة أفراد يعيشون في نفس المنزل ونسبة 15.6% كانت تتألف من شخص يعيش بمفرده يبلغ من العمر 65 عاماً أو أكثر. وبلغ متوسط حجم الأسرة المعيشية 2.14، أما متوسط حجم العائلات فبلغ 2.73.
بلغ العمر الوسطي للسكان 42.2 عاماً. وكانت نسبة 19.6% من القاطنين تحت سن الثامنة عشر، وكانت نسبة 8.8% بين الثامنة عشر والرابعة والعشرين عاماً، ونسبة 24.7% كانت واقعةً في الفئة العمرية ما بين الخامسة والعشرين والرابعة والأربعين عاماً، ونسبة 29% كانت ما بين الخامسة والأربعين والرابعة والستين، ونسبة 17.8% كانت ضمن فئة الخامسة والستين عاماً فما فوق. وتوزع التركيب الجنسي للسكان بنسبة 46.8% ذكور و53.2% إناث.

## أعلام
- شيرمان جونز